# Papier drzewny
Papier drzewny – rodzaj papieru określany pod względem zawartości ligniny. W skład masy papierowej wchodzi lignina i celuloza.
Papier drzewny w porównaniu do bezdrzewnego jest mniej odporny na procesy starzenia się, ale jest mniej przezroczysty.